# ديف باركر (مغني)
ديف باركر (بالإنجليزية: Dave Barker)‏ هو مغني جامايكي، ولد في 10 أكتوبر 1948.

## وصلات خارجية
- ديف باركر على موقع ميوزك برينز (الإنجليزية)
- ديف باركر على موقع أول ميوزيك (الإنجليزية)
- ديف باركر على موقع أول ميوزيك (الإنجليزية)
- ديف باركر على موقع ديسكوغز (الإنجليزية)